# Prazzo
Prazzo ist eine Gemeinde in der italienischen Provinz Cuneo (CN), Region Piemont.

## Lage und Einwohner
Prazzo liegt knapp 50 km westlich von der Provinzhauptstadt Cuneo entfernt im Valle Maira auf einer Höhe von 1030 m über dem Meeresspiegel. Das Gemeindegebiet umfasst eine Fläche von 52,39 km² und hat 174 Einwohner (Stand 31. Dezember 2024). Die Gemeinde besteht aus den Ortsteilen Prazzo Superiore, Prazzo Inferiore, Borgo Nuovo, Maddalena, Ussolo und San Michele. Die Nachbargemeinden sind Acceglio, Bellino, Canosio, Elva, Marmora und Stroppo.
Der Schutzheilige des Ortes ist San Giacomo (Prazzo Sup.), Madonna Annunziata (Prazzo Inf.).

## Geschichte

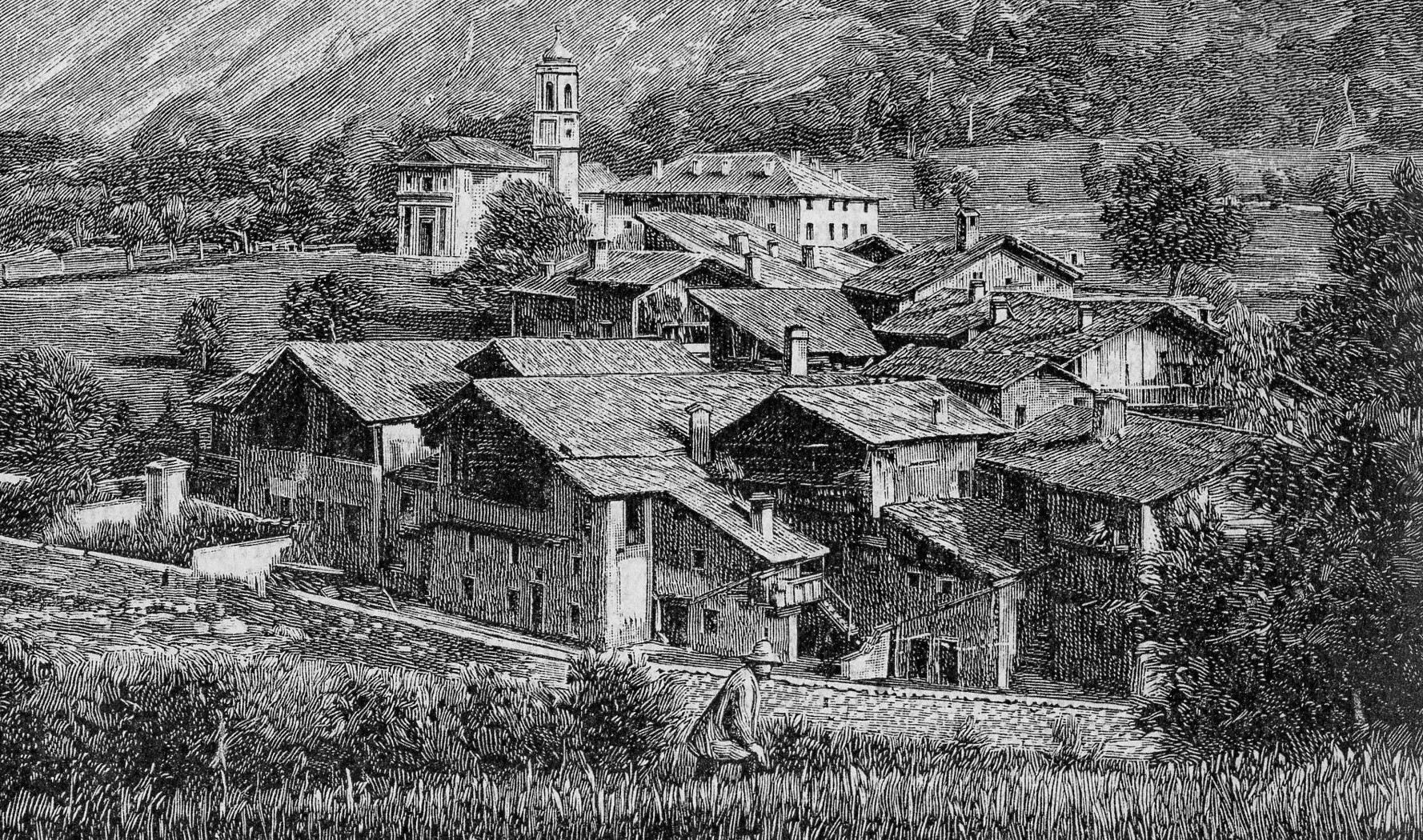
Historische Aufnahme von Prazzo von 1893

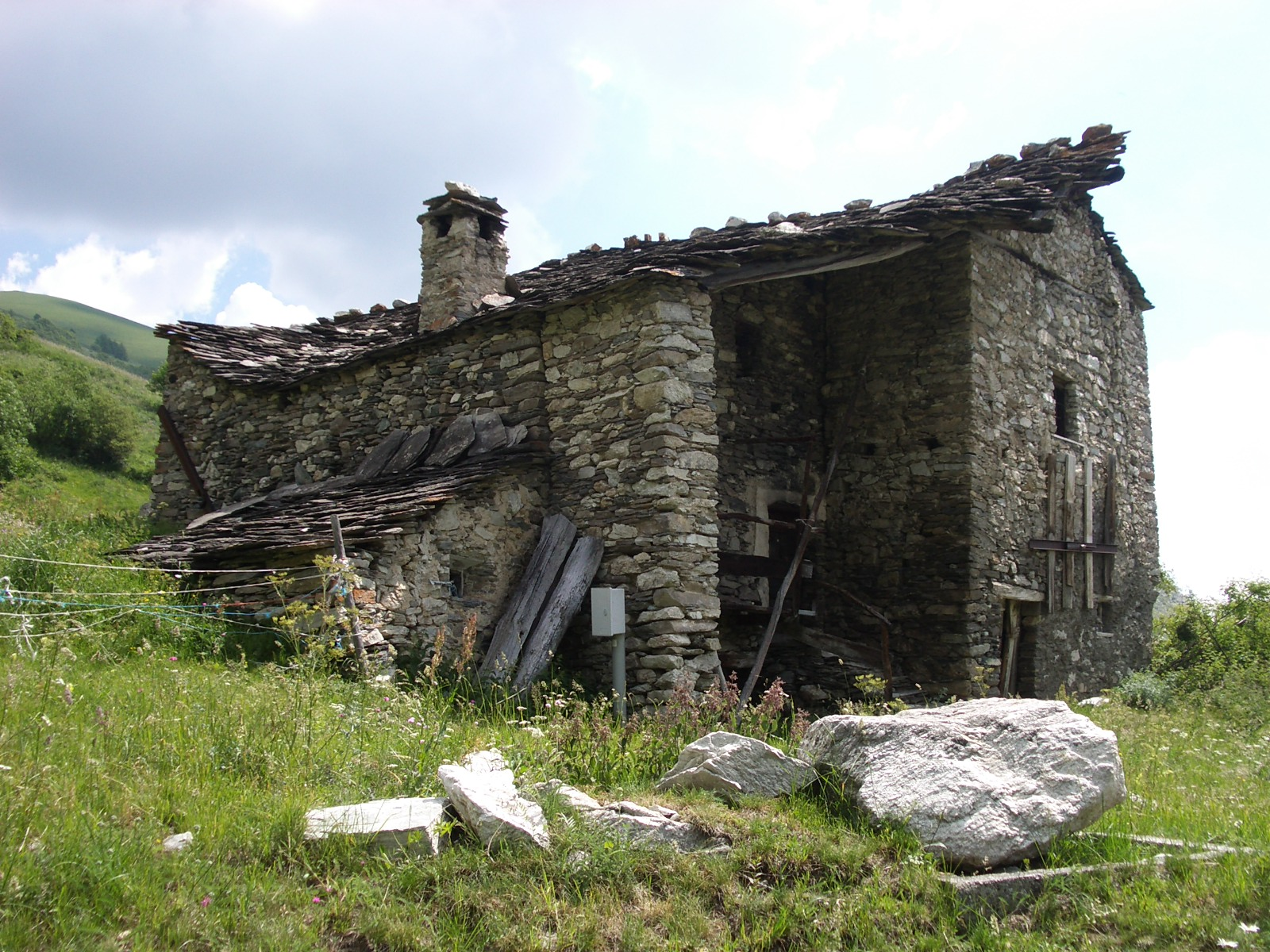
Altes Haus oberhalb Ussolo, einer der Drehplätze von „Il vento fa il suo giro“

Der Ortsname leitet sich eindeutig vom lateinischen PRATUM ab und bezieht sich auf die Beschaffenheit der Umgebung, die durch das Vorhandensein von Wiesen gekennzeichnet ist. Der erste Beweis für die Existenz der Siedlung stammt aus dem Jahr 1028 in einem Dokument des Klosters Caramagna. Wie alle anderen Gemeinden des Valle Maira wurde es zunächst von den Markgrafen von Saluzzo beherrscht, bevor es im 18. Jahrhundert an die Familie Savoyen überging.
Aus historisch-architektonischer Sicht wertvoll sind die Pfarrkirche Santo Stefano, die auf den Resten eines Vorgängerbaus im romanischen Stil steht, von dem noch einige in die Fassade eingemauerte Kapitelle sichtbar sind und das alte Rathaus mit einer Freskenfassade mit Figuren, die die Vereinigung Italiens symbolisieren, nämlich Cavour, La Marmora und Vittorio Emanuele II., dominiert vom Wappen von Prazzo. Im oberen Teil des Dorfes liegt die Casa Clerici mit Portal und mit Friesen verzierten Fenstern. In Prazzo Inferiore befindet sich die Pfarrkirche Santa Maria Annunziata aus der Mitte des 18. Jahrhunderts. Im Inneren ist eine Reihe von Fresken aus der Mitte des 19. Jahrhunderts zu sehen.
Im Dorf gibt es ein Hanf-Museum (Museo della Canapa), das die ganze Breite vom Anbau bis zur Verarbeitung zeigt.

## Sehenswürdigkeiten
Der Film Il vento fa il suo giro von Giorgio Diritti wurde 2005 hauptsächlich im Ortsteil Ussolo (im Film heißt es Chersogno) unter Mitwirkung der Bevölkerung gedreht. 2003 wurde der Film Piròt, en Fièt d'en Bot von Sandro Gastinelli über Kinder von gestern und heute im Valle Maira gedreht.